# Ватерлоо (Бельгія)
Ватерлоо (валлон. Waterlô, фр. Waterloo, нід. Waterloo) — громада у Бельгії, у провінції Валлонський Брабант регіону Валлонія, за 15 км на південь від Брюсселя.
Населення Ватерлоо станом на 1 січня 2006 року становить 29315 чоловік (з них 47,5 % чоловіків та 52,5 % жінок). Чверть населення Ватерлоо — іноземці, переважно працюють у Брюсселі.
Містом простягається магістраль R0 — об'їзна дорога навколо Брюсселя.

## Битва під Ватерлоо
Ватерлоо отримав світову відомість після битви, яка відбулась на околицях міста 18 червня 1815 року. У битві при Ватерлоо французька армія під командуванням Наполеона Бонапарта була розбита військами Сьомої коаліції під командуванням герцога Веллінгтона й німецькими загонами генерала Гнейзенау. Головнокомандувач німецькими військами фельдмаршал Блюхер в основних подіях битви участі не брав, оскільки його армія зазнала поразки на самому початку, а сам Блюхер уникнув полону, оскільки його не помітили французи через те, що він не міг звільнитись з-під вбитого коня. У підсумку, він знову підключився до битви вже під її завершення.

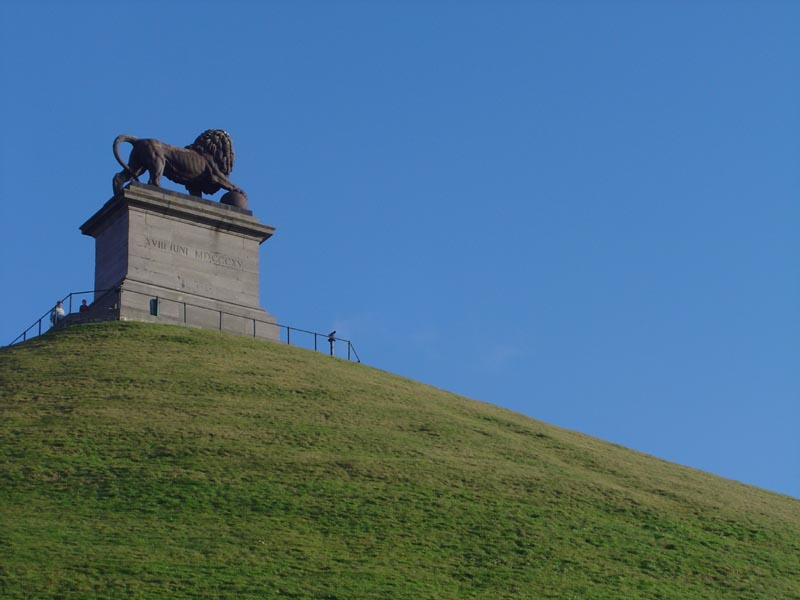
Монумент Лева

На пагорбі поблизу міста Ватерлоо встановлено меморіальний пам'ятник — статуя лева, повернена обличчям у бік Франції. Статую було встановлено королем Нідерландів на честь свого сина, принца Оранського, який отримав поранення у битві. У Ватерлоо також розміщено музей Веллінгтона. Важливим туристичним об'єктом є католицька церква святого Йосифа, у якій Веллінгтон молився перед битвою.

## Міста-побратими
- Рамбує, Франція
- Нагакуте, Японія

Окрім того, Ватерлоо підтримує партнерські стосунки з однойменними містами та селами у всьому світі.